# Landskrona–Ängelholms Järnväg
Landskrona-Ängelholm Järnväg (LEJ) var en enskild järnväg som gick mellan Landskrona och Ängelholm via Billesholm och Åstorp. Den 49 km långa sträckan öppnades för allmän trafik 1876 och förstatligades 1896. Från det året blev den 23 km långa delen Ängelholm-Billesholm del av Västkustbanan tillsammans med bland annat Malmö-Billesholms Järnväg. Från 1991 är sträckan istället en del av Godsstråket genom Skåne. Södra delen, Billesholm-Landskrona, började läggas ned med början 1960 och sista delen revs upp 1992.
Billesholms station är nu en del av Söderåsbanan, mellan Åstorp och Teckomatorp, och återöppnades för persontrafik 12 december 2021.